# أنام إيمو
أنام إيمو (مواليد 30 نوفمبر 2000) هي لاعبة كرة قدم نيجيرية تلعب مع نادي بيتيو إف في الدوري السويدي لكرة القدم للسيدات والمنتخب النيجيري. لقد لعبت أيضًا لفريق تحت 20 سنة.

## المسيرة

### المسيرة الكروية
في مارس 2016، سجل إيمو الهدف الوحيد لفريق أمازون ناساراوا في هزيمتهم أمام فريق نيجيريا تحت 17 سنة، استعدادًا لكأس العالم للسيدات تحت 17 سنة 2016.

### المنتخب
كان إيمو من بين اللاعبين الذين تمت دعوتهم إلى تشكيلة المنتخب النيجيري لدورة الألعاب الأفريقية 2015 من قبل المدرب الرئيسي كريستوفر دانجوما. أثناء التخييم، سجلت عدة أهداف للفريق. قبل بطولة كأس الأمم الأفريقية للسيدات 2016، كانت إيمو ضمن تشكيلة مؤقتة مكونة من 30 لاعبة اختارتها فلورنس أوماجبيمي، لكنها لم تدخل التشكيلة النهائية المكونة من 23 لاعبة. على مستوى تحت 20 سنة، لعبت دورًا فعالًا في تأهل نيجيريا لكأس العالم للسيدات تحت 20 سنة 2018، حيث سجلت في مباراتي الذهاب والإياب من مباراة التصفيات النهائية ضد جنوب إفريقيا.
تم ترشيحها في القائمة النهائية للفريق من قبل المدرب توماس دينيربي لكأس غرب آسيا للسيدات 2018 في البطولة، سجلت هدفًا ضد فريق السيدات التوغولي في المباراة النهائية للمجموعة. في أبريل 2018، كان إيمو في التشكيلة الأساسية في هزيمة نيجيريا أمام فرنسا في مباراة ودية في لومان.

## الجوائز
- جوائز الاتحاد النيجيري لكرة القدم لعام 2018 – أفضل لاعبة شابة لهذا العام (مرشحة)[12]

## وصلات خارجية
لا توجد روابط لمواقع التواصل الاجتماعي.

- أنام إيمو على موقع الاتحاد الدولي (مؤرشف)  (الإنجليزية)
- أنام إيمو على موقع اتحاد السويد (السويدية)
- أنام إيمو على موقع إي إس بي إن إف سي (الإنجليزية)
- أنام إيمو على موقع قاعدة بيانات كرة القدم.إي يو (الإنجليزية)
- أنام إيمو على موقع ليكيب (الفرنسية)
- أنام إيمو على موقع Soccerway.com (الإنجليزية)
- أنام إيمو على موقع عالم كرة القدم.نت (الإنجليزية)
- أنام إيمو  على سكروي